# Carlos Mayor
Carlos Mayor (5 d'octubre de 1965) és un futbolista argentí.

## Selecció de l'Argentina
Va formar part de l'equip olímpic argentí als Jocs Olímpics d'estiu de 1988.